# Ärzte: Vollnarkose
Vollnarkose ist ein deutscher Fernsehfilm von Bodo Fürneisen aus dem Jahr 1997. Es handelt sich um die 29. Episode der ARD-Fernsehreihe Ärzte und bildet die letzte Folge der 5. Staffel.

## Handlung
Am Dresdner Transplantationszentrum nimmt Dr. Katrin Klein ihre Arbeit als Narkoseärztin auf. Im Zentrum arbeitet der von ihr wertgeschätzte Professor Gerhard Harrer, der jedoch während der Arbeit häufig Alkohol konsumiert. Als sie ihre Kollegen damit konfrontiert, will ihr zunächst niemand Glauben schenken. Oberarzt Dr. Bernd Radke verbietet Dr. Klein sogar solche Behauptungen in die Welt zu setzen. Insgeheim wissen alle Mitarbeiter um die Probleme des Professors. Als sich eines Tages vor aller Augen seine Entzugserscheinungen offenbaren, muss Radke ihn von einer Operation abziehen und nach Hause schicken. Dennoch will er keine disziplinarischen Maßnahmen ergreifen und weiterhin Stillschweigen bewahren, um die Sponsoren der Klinik nicht zu verunsichern. Grundsätzlich hat die Dresdner Klinik aufgrund der vielen erfolgreichen Transplantationen, die im Laufe der Zeit vorgenommen wurden, einen sehr guten Ruf. Deshalb hatte sich die Patientin Anja Matthes für die Dresdner Klinik entschieden. Sie leidet seit der Geburt ihres Kindes unter chronischen Nierenproblemen und steht deshalb kurz vor einer Operation. Ihre Hoffnungen setzt sie dabei auf Professor Harrer, der aber vorerst nicht einsatzfähig ist.
Dr. Klein möchte nicht tatenlos zusehen, wie Harrer sich selbst zugrunde richtet. Oberarzt Radke untersagt ihr weiterhin sich gegen die Klinik zu stellen, was ihrer Festeinstellung schaden könnte. Aber Klein will sich nicht unter Druck setzen lassen. Im Gegenteil, sie wendet sich mit dem Problem an die Klinikleitung, bei der sie aber auch kein Gehör findet. Sie muss sich sogar sagen lassen, dass sie mit ihrer Anschuldigung dem Klinikfrieden mehr schaden würde als der Professor mit seiner „kleinen“ Schwäche. In dieser Situation steht ihr plötzlich Radke bei und erklärt, dass sie eine Lösung finden müssten, ehe noch ernsthaft etwas passiert. Für Harrer bricht damit endgültig seine Welt zusammen und er zieht sich komplett zurück. Dr. Klein ist damit aber auch nicht zufrieden, denn sie wollte Harrer nicht schaden, sondern ihm helfen. Daher geht sie auf ihn zu, besucht ihn zu Hause und redet mit ihm. Harrer erkennt ihren guten Willen und bittet sie um Hilfe. Dr. Klein erklärt ihm, dass er um eine Therapie nicht herum kommen wird. Allerdings kann er frühestens in zehn Tagen einen Platz in einer Entzugsklinik bekommen. Solange will Klein ihm beistehen und achtet darauf, dass Harrer in den nächsten Tagen keinen Alkohol mehr zu sich nimmt.
Zwischen Dr. Klein und dem Oberarzt kommt es erneut zu einem Disput, als dieser entscheidet, die Spenderniere, die eigentlich für Anja Matthes vorgesehen war, einer anderen Patientin zu überlassen, da Matthes angeblich aus medizinischen Gründen aktuell nicht operiert werden könnte. Diese Entscheidung will auch Matthes Ehemann nicht einfach hinnehmen. Er kämpft mit Waffengewalt für eine Operation seiner Frau. Damit löst er jedoch einen großen Polizeieinsatz aus. Trotzdem will er die Operation für seine Frau erzwingen, muss nun aber erfahren, dass Professor Harrer nicht operieren könne. Auch das will er nicht akzeptieren und veranlasst Harrer, in die Klinik zu kommen. Harrer kann Matthes aber davon überzeugen, dass auch der Oberarzt ein sehr guter Operateur wäre und statt seiner die Transplantation vornehmen würde. Als Radke zu versagen droht, eskaliert die Situation. Matthes verliert die Nerven und schießt auf die Polizeibeamten, die ihn daraufhin erschießen.
Die Operation geht gut aus, da am Ende doch Harrer den Eingriff übernimmt. Aufgrund des Fehlverhaltens von Radke muss dieser die Klinik verlassen, und Harrer will sich Gedanken über dessen Nachfolger machen, sobald er aus der Entzugsklinik zurück ist. Insgeheim hat er sich dafür schon Dr. Klein ausgesucht, von der er der Meinung ist, dass sie sein Leben gerettet hat.

## Hintergrund
Vollnarkose wurde vom 1. April 1997 bis zum 15. Mai 1997 in Berlin und Dresden gedreht. Produziert wurde der Film von der Saxonia Media Filmproduktion.

## Kritik
Die Kritiker der Fernsehzeitschrift TV Spielfilm zeigten mit dem Daumen nach oben, vergaben für Humor, Anspruch je einen und für die Spannung zwei von drei möglichen Punkten, beschrieben den Film mit „Klausjürgen Wussow hängt als Starchirurg an der Flasche“ und resümierten: „Vorhersehbarer Halbgott-Absturz“.